# فرناندو گومز
فرناندو گومز (پرتغالی: Fernando Gomes؛ زادهٔ ۲۲ نوامبر ۱۹۵۶ - درگذشتهٔ ٢۶ نوامبر ٢٠٢٢) بازیکن فوتبال اهل پرتغال بود.

## باشگاهی
از باشگاه‌هایی که در آن بازی کرده‌است می‌توان به پورتو، و اسپورتینگ لیسبون و باشگاه فوتبال اسپورتینگ خیخون اشاره کرد.

## تیم ملی
وی سابقه ۴۸ بازی و ۱۱ گل برای تیم ملی فوتبال پرتغال را در کارنامه دارد.

## افتخارات

### باشگاه
پورتو
- لیگ برتر فوتبال پرتغال: ۱۹۷۷–۷۸، ۱۹۷۸–۷۹، ۱۹۸۴–۸۵، ۱۹۸۵–۸۶، ۱۹۸۷–۸۸
- جام حذفی فوتبال پرتغال: ۱۹۷۶–۷۷، ۱۹۸۳–۸۴، ۱۹۸۷–۸۸
- سوپر جام فوتبال پرتغال: ۱۹۸۳، ۱۹۸۴، ۱۹۸۶
- لیگ قهرمانان اروپا: ۱۹۸۶–۸۷
- جام بین قاره‌ای: ۱۹۸۷
- سوپرجام اروپا: ۱۹۸۷

### انفرادی
- لیگ برتر فوتبال پرتغال: گلزن برتر ۱۹۷۶–۷۷، ۱۹۷۷–۷۸، ۱۹۷۸–۷۹، ۱۹۸۲–۸۳، ۱۹۸۳–۸۴، ۱۹۸۴–۸۵[۲]
- جام حذفی فوتبال پرتغال: گلزن برتر ۱۹۷۹–۸۰، ۱۹۸۲–۸۳
- کفش طلای اروپا: ۱۹۸۳، ۱۹۸۵
- بازیکن سال فوتبال پرتغال: ۱۹۸۳